# Atomaria linearis
Espèce
Atomaria linearis (atomaire de la betterave) est une espèce d'insectes coléoptères de la famille des Cryptophagidae, originaires d'Europe.
Cet insecte phytophage est un ravageur de certaines espèces de Chenopodiaceae sauvages et cultivées, dont la betterave (Beta vulgaris).

## Synonymes
- Atomaria herminea Reitter,
- Atomaria pygmaea Heer,
- Atomaria uhagoni Reitter.

## Distribution
L'aire de répartition d' Atomaria linearis comprend la totalité de l'Europe, y compris la Scandinavie, l'Afrique du Nord, l'Asie mineure, le Moyen-Orient, une partie de l'Asie occidentale dont l'Iran et le Kazakhstan, et l'Amérique du Nord.